# Campionato mondiale di hockey su prato 1994

## Arbitri
- Don Prior
- Santiago Deo

## Formula
12 squadre sono inizialmente state inserite in due gironi composti da sei (6) squadre ciascuno, in cui ogni squadra ha affrontato le altre appartenenti allo stesso girone. Le prime due di ogni gruppo si sono qualificate alle semifinali del torneo a eliminazione diretta, in cui le due vincenti hanno avuto accedesso alla finalissima per la medaglia d'oro, mentre le due perdenti hanno disputato la finale 3º-4º posto che assegna la medaglia di bronzo.

## Risultati

### Fase preliminare
Le migliori due squadre di ogni gruppo passano alle semifinali.
|  | Qualificate alle semifinali |
|  | Eliminate                   |

#### Gruppo A
| Squadra     | Pt | PG | V | P | S | GF | GS | Diff.za |
| ----------- | -- | -- | - | - | - | -- | -- | ------- |
| Pakistan    | 8  | 5  | 4 | 0 | 1 | 10 | 4  | 6       |
| Australia   | 8  | 5  | 4 | 0 | 1 | 9  | 4  | 5       |
| Inghilterra | 6  | 5  | 2 | 2 | 1 | 4  | 3  | 1       |
| Argentina   | 5  | 5  | 2 | 1 | 2 | 8  | 8  | 0       |
| Spagna      | 3  | 5  | 1 | 1 | 3 | 7  | 8  | –1      |
| Bielorussia | 0  | 5  | 0 | 0 | 5 | 2  | 13 | –11     |

#### Partite Gruppo A
| Arbitro: | Tarlok Bhullar Patrick van Beneden |

|            |           |  |
| Elme Hager | Marcatori |  |

| Sydney 23 novembre 1994, ore UTC+10 Incontro 2 | Inghilterra                   | 0 – 0 referto | Spagna | Homebush Stadium\| Arbitro: \| Rob Lathouwers Richard Wolter \| |
| Arbitro:                                       | Rob Lathouwers Richard Wolter |               |        |                                                                 |

| Arbitro: | Roger St. Rose Adriano De Vecchi |

|                    |           |  |
| Ashraf Zaman Feroz | Marcatori |  |

| Arbitro: | Steve Horgan Kiyoshi Sana |

|          |           |  |
| Thompson | Marcatori |  |

| Arbitro: | Rob Lathouwers Alan Waterman |

|            |           |         |
| Elme Hager | Marcatori | Ferrara |

| Arbitro: | Patrick van Beneden Richard Wolter |

|              |           |                |
| Ashraf Feroz | Marcatori | Garcia Maurino |

| Arbitro: | Rob Lathouwers Adriano De Vecchi |

|              |           |            |
| Zaman Ashraf | Marcatori | Birmingham |

| Arbitro: | Roger St. Rose Alan Waterman |

|             |           |           |
| Arnau Pujol | Marcatori | Sankovets |

| Arbitro: | Tarlok Bhullar Richard Wolter |

|         |           |        |
| Laslett | Marcatori | Moresi |

| Arbitro: | Tarlok Bhullar Patrick van Beneden |

|             |           |        |
| Hager Lewis | Marcatori | Escude |

| Arbitro: | Kiyoshi Sana Richard Wolter |

|          |           |  |
| Thompson | Marcatori |  |

| Arbitro: | Rob Lathouwers Roger St. Rose |

|                 |           |         |
| Lombi Querejeta | Marcatori | Holopov |

| Arbitro: | Adriano De Vecchi Kiyoshi Sana |

|         |           |         |
| Ferrara | Marcatori | Dinares |

| Arbitro: | Patrick van Beneden Richard Wolter |

|              |           |  |
| Davies Lewis | Marcatori |  |

| Arbitro: | Rob Lathouwers Patrick van Beneden |

|        |           |  |
| Ashraf | Marcatori |  |

#### Gruppo B
| Squadra       | Pt | PG | V | P | S | GF | GS | Diff.za |
| ------------- | -- | -- | - | - | - | -- | -- | ------- |
| Paesi Bassi   | 9  | 5  | 4 | 1 | 0 | 21 | 6  | 15      |
| Germania      | 7  | 5  | 2 | 3 | 0 | 10 | 3  | 7       |
| India         | 5  | 5  | 2 | 1 | 2 | 11 | 10 | 1       |
| Corea del Sud | 4  | 5  | 1 | 2 | 2 | 10 | 9  | 1       |
| Sudafrica     | 4  | 5  | 0 | 4 | 1 | 5  | 9  | –4      |
| Belgio        | 1  | 5  | 0 | 1 | 4 | 6  | 26 | –20     |

#### Partite Gruppo B
| Arbitro: | Santiago Deo Christopher Todd |

|        |           |            |
| Blunck | Marcatori | Boddington |

| Arbitro: | Shafat Baghdadi Christopher Todd |

|                              |           |            |
| Veen van den Honert Delissen | Marcatori | de Chaffoy |

| Arbitro: | Don Prior Adriano De Vecchi |

|                |           |  |
| Ferrera Aranha | Marcatori |  |

| Sydney 25 novembre 1994, ore UTC+10 Incontro 10 | Corea del Sud               | 0 – 0 referto | Sudafrica | Homebush Stadium\| Arbitro: \| Steve Horgan Roger St. Rose \| |
| Arbitro:                                        | Steve Horgan Roger St. Rose |               |           |                                                               |

| Arbitro: | Santiago Deo Kiyoshi Sana |

|                                         |           |               |
| van den Honert Klein Gebbink de Nooiyer | Marcatori | Ferrera Ahmed |

| Arbitro: | Shafat Baghdadi Don Prior |

|           |           |  |
| Meinhardt | Marcatori |  |

| Arbitro: | Steve Horgan Kiyoshi Sana |

|                          |           |              |
| Seok Kim Kong Jeong Choi | Marcatori | Vandergracht |

| Arbitro: | Christopher Todd Alan Waterman |

|             |           |                |
| Anil Aldrin | Marcatori | Clark Anderson |

| Sydney 27 novembre 1994, ore UTC+10 Incontro 18 | Paesi Bassi            | 0 – 0 referto | Germania | Homebush Stadium\| Arbitro: \| Santiago Deo Don Prior \| |
| Arbitro:                                        | Santiago Deo Don Prior |               |          |                                                          |

| Arbitro: | Don Prior Shafat Baghdadi |

|            |           |         |
| Fredericks | Marcatori | Coudron |

| Arbitro: | Don Prior Alan Waterman |

|                     |           |         |
| Bovelander Delissen | Marcatori | Shi Kim |

| Arbitro: | Santiago Deo Christopher Todd |

|                    |           |        |
| Becker Peter Tewes | Marcatori | Aranha |

| Arbitro: | Santiago Deo Steve Horgan |

|                  |           |         |
| Kumar Riyaz Nabi | Marcatori | Coudron |

| Arbitro: | Adriano De Vecchi Christopher Todd |

|                              |           |            |
| van den Honert Veen Brinkman | Marcatori | Boddington |

| Arbitro: | Shafat Baghdadi Roger St. Rose |

|          |           |     |
| Bechmann | Marcatori | Kim |

### Classifica dal quinto al dodicesimo posto
|  | Eliminatorie | Eliminatorie | Eliminatorie |           |        | 9º classificato  | 9º classificato  | 9º classificato  |  |
|  |              |              |              |           |        |                  |                  |                  |  |
|  | Spagna       | Spagna       | 1 (8)        |           |        |                  |                  |                  |  |
|  | Spagna       | Spagna       | 1 (8)        |           |        |                  |                  |                  |  |
|  | Belgio       | Belgio       | 1 (7)        |           |        |                  |                  |                  |  |
|  | Belgio       | Belgio       | 1 (7)        |           | Spagna | Spagna           | 2                |                  |  |
|  |              |              |              |           | Spagna | Spagna           | 2                |                  |  |
|  |              |              | Sudafrica    | Sudafrica | 0      |                  |                  |                  |  |
|  | Sudafrica    | Sudafrica    | Sudafrica    | Sudafrica | 0      | 3                |                  |                  |  |
|  | Sudafrica    | Sudafrica    |              |           |        | 3                |                  |                  |  |
|  | Bielorussia  | Bielorussia  | 2            |           |        | 11º classificato | 11º classificato | 11º classificato |  |
|  | Bielorussia  | Bielorussia  | 2            |           |        |                  |                  |                  |  |
|  |              |              |              |           |        |                  |                  |                  |  |
|  |              |              |              |           |        | Belgio           | Belgio           | 1                |  |
|  |              |              |              |           |        | Belgio           | Belgio           | 1                |  |
|  |              |              |              |           |        | Bielorussia      | Bielorussia      | 0                |  |

#### Eliminatorie
| Arbitro: | Tarlok Bhullar Alan Waterman |

|       |                |         |
| Arnau | Marcatori      | Coudron |
| ——    | Shootout 8 – 7 | ——      |

| Arbitro: | Shafat Baghdadi Roger St. Rose |

|                               |           |                |
| Boddington Teversham Anderson | Marcatori | Barkov Kachkar |

#### Undicesimo e dodicesimo posto
| Arbitro: | Shafat Baghdadi Alan Waterman |

|              |           |  |
| Vandergracht | Marcatori |  |

#### Nono e decimo
| Arbitro: | Steve Horgan Tarlok Bhullar |

|              |           |  |
| Arnau Freixa | Marcatori |  |

|  | Eliminatorie  | Eliminatorie  | Eliminatorie |             |       | 5º classificato | 5º classificato | 5º classificato |  |
|  |               |               |              |             |       |                 |                 |                 |  |
|  | Inghilterra   | Inghilterra   | 3            |             |       |                 |                 |                 |  |
|  | Inghilterra   | Inghilterra   | 3            |             |       |                 |                 |                 |  |
|  | Corea del Sud | Corea del Sud | 1            |             |       |                 |                 |                 |  |
|  | Corea del Sud | Corea del Sud | 1            |             | India | India           | 1               |                 |  |
|  |               |               |              |             | India | India           | 1               |                 |  |
|  |               |               | Inghilterra  | Inghilterra | 0     |                 |                 |                 |  |
|  | India         | India         | Inghilterra  | Inghilterra | 0     | 2 (4)           |                 |                 |  |
|  | India         | India         |              |             |       | 2 (4)           |                 |                 |  |
|  | Argentina     | Argentina     | 2 (1)        |             |       | 7º classificato | 7º classificato | 7º classificato |  |
|  | Argentina     | Argentina     | 2 (1)        |             |       |                 |                 |                 |  |
|  |               |               |              |             |       |                 |                 |                 |  |
|  |               |               |              |             |       | Corea del Sud   | Corea del Sud   | 3 (5)           |  |
|  |               |               |              |             |       | Corea del Sud   | Corea del Sud   | 3 (5)           |  |
|  |               |               |              |             |       | Argentina       | Argentina       | 3 (3)           |  |

#### Eliminatorie
| Sydney 2 dicembre 1994, ore UTC+10 Incontro 31          | Inghilterra | 3 – 1 referto | Corea del Sud | Homebush Stadium |
| \| \| \| \| \| Crutchley Garcia \| Marcatori \| Jeon \| |             |               |               |                  |
|                                                         |             |               |               |                  |
| Crutchley Garcia                                        | Marcatori   | Jeon          |               |                  |

| Sydney 2 dicembre 1994, ore UTC+10 Incontro 32                                            | India          | 2 – 2 referto                   | Argentina | Homebush Stadium |
| \| \| \| \| \| Pillay Felix \| Marcatori \| Ferrara Retegui \| \| \| Shootout 4 – 1 \| \| |                |                                 |           |                  |
|                                                                                           |                |                                 |           |                  |
| Pillay Felix                                                                              | Marcatori      | Ferrara Retegui                 |           |                  |
| Segnato · Segnato · Segnato · Segnato                                                     | Shootout 4 – 1 | Segnato · Sbagliato · Sbagliato |           |                  |

#### Settimo e ottavo
| Sydney 3 dicembre 1994, ore UTC+10 Incontro 37                                                           | Corea del Sud  | 3 – 3 referto                           | Argentina | Homebush Stadium |
| \| \| \| \| \| Young-kyu Shin-keum Seok-kyo \| Marcatori \| Keenan Ferrara \| \| \| Shootout 5 – 3 \| \| |                |                                         |           |                  |
| |                |                                         |           |                  |
| Young-kyu Shin-keum Seok-kyo                                                                             | Marcatori      | Keenan Ferrara                          |           |                  |
| Segnato · Segnato · Segnato · Segnato · Segnato                                                          | Shootout 5 – 3 | Segnato · Segnato · Segnato · Sbagliato |           |                  |

#### Quinto e sesto
| Sydney 3 dicembre 1994, ore UTC+10 Incontro 38 | India     | 1 – 0 referto | Inghilterra | Homebush Stadium |
| \| \| \| \| \| Kumar \| Marcatori \| \|        |           |               |             |                  |
|                                                |           |               |             |                  |
| Kumar                                          | Marcatori |               |             |                  |

### Fase a eliminazione diretta

#### Tabellone
|  | Semifinali  | Semifinali  | Semifinali  |             |          | Finale          | Finale          | Finale          |  |
|  |             |             |             |             |          |                 |                 |                 |  |
|  | Paesi Bassi | Paesi Bassi | 3           |             |          |                 |                 |                 |  |
|  | Paesi Bassi | Paesi Bassi | 3           |             |          |                 |                 |                 |  |
|  | Australia   | Australia   | 1           |             |          |                 |                 |                 |  |
|  | Australia   | Australia   | 1           |             | Pakistan | Pakistan        | 1 (4)           |                 |  |
|  |             |             |             |             | Pakistan | Pakistan        | 1 (4)           |                 |  |
|  |             |             | Paesi Bassi | Paesi Bassi | 1 (3)    |                 |                 |                 |  |
|  | Pakistan    | Pakistan    | Paesi Bassi | Paesi Bassi | 1 (3)    | 1 (5)           |                 |                 |  |
|  | Pakistan    | Pakistan    |             |             |          | 1 (5)           |                 |                 |  |
|  | Germania    | Germania    | 1 (3)       |             |          | Finale 3º posto | Finale 3º posto | Finale 3º posto |  |
|  | Germania    | Germania    | 1 (3)       |             |          |                 |                 |                 |  |
|  |             |             |             |             |          |                 |                 |                 |  |
|  |             |             |             |             |          | Australia       | Australia       | 5               |  |
|  |             |             |             |             |          | Australia       | Australia       | 5               |  |
|  |             |             |             |             |          | Germania        | Germania        | 2               |  |

#### Semifinali
| Sydney 2 dicembre 1994, ore UTC+10 Incontro 33                | Paesi Bassi | 3 – 1 referto | Australia | Homebush Stadium |
| \| \| \| \| \| Bovelander Brinkman \| Marcatori \| Gaudoin \| |             |               |           |                  |
|                                                               |             |               |           |                  |
| Bovelander Brinkman                                           | Marcatori   | Gaudoin       |           |                  |

| Sydney 2 dicembre 1994, ore UTC+10 Incontro 34                                | Pakistan       | 1 – 1 referto                           | Germania | Homebush Stadium |
| \| \| \| \| \| Ashraf \| Marcatori \| Meinhardt \| \| \| Shootout 5 – 3 \| \| |                |                                         |          |                  |
|                                                                               |                |                                         |          |                  |
| Ashraf                                                                        | Marcatori      | Meinhardt                               |          |                  |
| Segnato · Segnato · Segnato · Segnato · Segnato                               | Shootout 5 – 3 | Segnato · Segnato · Segnato · Sbagliato |          |                  |

#### Finale per il terzo posto
| Sydney 4 dicembre 1994, ore UTC+10 Incontro 41                                      | Australia | 5 – 2 referto | Germania | Homebush Stadium |
| \| \| \| \| \| Davies Wansbrough Lewis Bodimeade Stacy \| Marcatori \| Meinhardt \| |           |               |          |                  |
|                                                                                     |           |               |          |                  |
| Davies Wansbrough Lewis Bodimeade Stacy                                             | Marcatori | Meinhardt     |          |                  |

#### Finale
| Arbitro: | Don Prior Santiago Deo |

|                                       |                |                                                     |
| Ashraf                                | Marcatori      | Bovelander                                          |
| Segnato · Segnato · Segnato · Segnato | Shootout 4 – 3 | Segnato · Segnato · Segnato · Sbagliato · Sbagliato |

| Campione del mondo di Hockey su prato del 1994 |
| ---------------------------------------------- |
| Pakistan 4º titolo                             |

## Squadra vincitrice
| Giocatore               | Status    |
| ----------------------- | --------- |
| Ahmed Mansoor           | Portiere  |
| Alam Naveed             | Giocatore |
| Irfan Muhammad          | Giocatore |
| Zaman Tahir             | Giocatore |
| Kamran Ashraf           | Giocatore |
| Muhammad Danish Kaleem  | Giocatore |
| Muhammad Usman          | Giocatore |
| Muhammad Asif Bajwa     | Portiere  |
| Shahbaz Ahmed           | Capitano  |
| Mujahid Rana            | Giocatore |
| Feroze Wasim            | Giocatore |
| Ahmed Alam              | Giocatore |
| Jy Shehbaz              | Giocatore |
| Khawaja Muhammad Junaid | Giocatore |
| Rahim Khan              | Giocatore |
| Muhammad Shafqat        | Giocatore |

## Statistiche

### Classifica finale
| Classifica | Nazionale     |
| ---------- | ------------- |
| Oro        | Pakistan      |
| Argento    | Paesi Bassi   |
| Bronzo     | Australia     |
| 4          | Germania      |
| 5          | India         |
| 6          | Inghilterra   |
| 7          | Corea del Sud |
| 8          | Argentina     |
| 9          | Spagna        |
| 10         | Sudafrica     |
| 11         | Belgio        |
| 12         | Bielorussia   |

### Classifica marcatori
| Giocatore             | Nazionale   | Reti |
| --------------------- | ----------- | ---- |
| Taco van den Honert   | Paesi Bassi | 11   |
| Kamran Ashraf         | Pakistan    | 8    |
| Sven Meinhardt        | Germania    | 7    |
| Floris-jan Bovelander | Paesi Bassi | 6    |
| Fernando Ferrara      | Argentina   | 5    |
| Nick Thompson         | Inghilterra | 3    |
| Paul Lewis            | Australia   | 3    |
| Javier Arnau          | Spagna      | 3    |
| Marc Coudron          | Belgio      | 3    |
| Mark Hager            | Australia   | 3    |
| Mukesh Kumar          | India       | 3    |
| Jorge Lombi           | Argentina   | 3    |
| Jacques Brinkman      | Paesi Bassi | 3    |
| Stephan Veen          | Paesi Bassi | 3    |
| Eric Vandergracht     | Belgio      | 3    |

Fonte.

## Premi individuali
| Capocannoniere      | Miglior giocatore |
| ------------------- | ----------------- |
| Taco van den Honert | Shahbaz Ahmad     |